# Soldini
Soldini é uma comuna da Argentina localizado na departamento de Rosario, província de Santa Fé, na Argentina.